# エミール・ヴェルハーレン

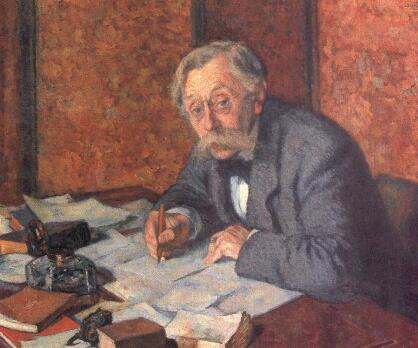
エミール・ヴェルハーレン
（テオ・ファン・レイセルベルヘ画）

エミール・アドルフ・ギュスターヴ・ヴェルハーレン（Émile Adolphe Gustave Verhaeren、1855年5月21日 - 1916年11月27日）は、19世紀後半から20世紀初頭のベルギーの詩人・劇作家。フランス詩壇で活躍し、ポール・ヴェルレーヌ、アルチュール・ランボーらとともに象徴派の一翼を担った。
当初自然主義によっていたが、やがて独自の境地に達し、人間讃美を主題とした新領域を開拓した。

## 生涯

### 幼少期から学生時代
1855年3月21日、ベルギー北部、アントウェルペン州のシント・アマンスに生まれる。家はフランス語を話す中流家庭であったが、ヴェルハーレンはフラマン語（オランダ語）をしゃべっていたという。フラマン語はアントウェルペン州を含むフランデレン地域では広く用いられており、今日のベルギーではフランス語と並ぶ公用語の地位を獲得しているが、当時のベルギーはフランス語偏重で、フラマン語は学校では教育していなかった。
11歳の時にヘントの全寮制修道学校に入学し、フランス語を習得。のちにフランス語で詩を書く基礎を作る。
卒業後、ルーヴェン大学（現在のルーヴェン・カトリック大学及びルーヴァン・カトリック大学）へ進学し、法学を修める。この時学生新聞で活躍したのが彼の文筆活動の始まりであった。
これがきっかけとなって芸術活動に傾倒するようになり、やがて同じ志を持つ学生たちとともに急進的な芸術雑誌『若きベルギー』の同人となった。

### 芸術評論活動
法学で博士号を得た後、ヴェルハーレンは1881年から3年間訓練生となった。この時、急進的な詩人や画家などと交流を深めるようになる。
当時ベルギーの芸術界では、改革派の芸術家たちが作った芸術同人「二十人会」の活動が震撼をもたらしていた。世間が賛否両論に分かれる中、ヴェルハーレンは積極的に彼らの活動に賛同し、『若きベルギー』誌や二十人会の機関誌『現代芸術』誌で彼らを評価する記事を書き、注目を集めた。

### 詩人へ転身
この時期から彼自身も詩を書くようになり、1883年には処女詩集『フランドル景物詩』を発表した。自然主義に基づいたこの詩集は時折挑発的とも思える内容を持ち、一部論争を招いたものの、詩壇へのデビューには充分な内容であった。
しかしこの直後よりヴェルハーレンは体調がすぐれず、1886年の第2詩集『修道士たち』で成功がみられなかったこともあり、一時詩人としての活動が危惧されたが、ほどなく立ち直っている。
この時期に出された代表的な詩集として『夜』『崩壊』（1888年）・『黒い炬火』（1890年）の「黒の三部作」がある。この「黒の三部作」では退廃的な方向性を確実なものとしており、後の象徴派詩人としての活躍の一端を垣間見させるものとなっている。

### 象徴派詩人として
1891年8月、同じく芸術家であったマルト・マサンと結婚。この年に出された『わが途上に現れしもの』は結婚記念詩集と呼ぶべき内容の詩集であった。
1898年にはフランスへ移り、パリ郊外、16区のサン＝クルーへ転居。フランスへ転居後の彼の創作活動は旺盛で、詩集のほか劇作にも手を出し、戯曲『夜明け』をものした。
この結婚と渡仏の前後、ヴェルハーレンは『幻覚にとらわれた田園』（1893年）・『幻想の村々』『触手ある都市』（1895年）の「社会主義三部作」と呼ばれる三部作をものした（ただし彼自身は社会主義者ではなかった）。
これらの詩集においてヴェルハーレンは「都市」と「農村」を対峙させ、「農村」の血肉を食らって生きる「都市」とそれによって荒廃する「農村」をおどろおどろしく描き出し、自然主義から脱して独自の境地を切り開いた。これによってヴェルハーレンの詩は、象徴派が勢力を持っていた当時のフランス詩壇で名声を得ることとなる。
このように人間社会への絶望を書く一方で、ヴェルハーレンは人間の創造力・生命力を讃美して強い期待を寄せ、『生活の相貌』（1899年）・『騒擾の力』（1902年）・『無量の壮麗』（1906年）・『至上律』（1910年）などの詩集では個人の矮小な世界観を超越した汎ヨーロッパ的な視点からの人間讃美を行っている。また妻マルトとの愛の時間を詠った『明るい時』（1896年）・『午後の時』（1905年）・『夕べの時』（1911年）も、先のものと視点は異なるが人間讃美の詩である。
世紀末的なニヒリズムや退廃的雰囲気を超越して人間讃美という境地に達したヴェルハーレンの詩は、さらにヨーロッパ中に知れ渡ることになった。詩集は20あまりの言語に翻訳され、彼自身もヨーロッパ中を講演に飛び回ることになる。
1909年、1912年、1915年の計3回、ノーベル文学賞候補にノミネートされた。ヴェルハーレンの名声の高さを物語るできごとである。

### 事故死
このようにして詩人冥利に尽きる名誉を得たヴェルハーレンであったが、その死はあまりに突然であった。
1916年、ヴェルハーレンは第一次世界大戦で祖国・ベルギーがドイツ軍の侵攻を受けたことに悲憤し、詩集『戦争の赤い翼』によって戦争の惨禍を描き出すとともに、祖国を救うため各地を講演して回っていた。
そのさなかの1916年11月27日、フランス北西部・ノルマンディー地方のルーアンからパリへ戻る際、駅において誤ってホームより転落、入線して来た列車により轢死したのである。61歳であった。妻マルトにこの横死の知らせを伝えたのはアンドレ・ジッドであったと言われている。
なお翌年、遺作集として『天上の炎』が出版された。

## 評価

### 欧州
本国ベルギーではモーリス・メーテルリンクと並び大文学者として有名で、出身地のシント・アマンスには彼の原稿・遺品を集めた博物館が造られている。
この他の国でも活躍の場となったフランスはもちろんのこと、欧州各国、東欧、ロシアにまでヴェルハーレンの詩は知れ渡っており、フランス象徴詩を代表する詩人の一人として高い知名度を保っている。

### 日本
明治時代、上田敏が訳詩集『海潮音』で「鷺の歌」「火宅」「時鐘（とけい）」などいくつかの詩を紹介し、川路柳虹や三富朽葉などによって論じられた。また与謝野鉄幹はヴェルハーレン自身と会い、詳細な記録を残すとともに訳詩を行っている。
大正時代には大正デモクラシーによる「都市」と「農村」の対峙の明確化、また白樺派の活躍による人間讃美がヴェルハーレンの詩の方向性と合一し、盛んに訳された。特に熱心に訳詩を行ったのが高村光太郎で、大正中頃から、他の詩人を圧倒する勢いで訳を行い、大正10年（1921年）から14年（1925年）にかけて、大量の訳詩を、のちに『智恵子抄』に入れた詩と同時期に書いた。
しかし高村が大量訳詩を行った頃には詩壇の熱も冷めており、昭和に入ると事実上訳詩は高村の独擅場となった。高村の訳紹介は途中戦争をはさんで散発的に戦後まで続いたが、昭和28年（1953年）を最後に停止し、没後の昭和33年（1958年）に、筑摩書房刊『高村光太郎全集』に収められたものが、事実上最後の日本訳詩集となっている。平成8年（1996年）刊の増補版『全集』では第18巻に所収された。
今日単著でのまとまった訳詩集の刊行はなく、研究者以外にほとんど知られていないのが現状である。

## 詩集一覧
- 『フランドル景物詩』 "Les Flamandes"（1883年）
- 『修道士たち』 "Les Moines"（1886年）
- 『夜』 "Les Soirs"（1888年）
- 『崩壊』 "Les Débâcles"（1888年）
- 『黒い炬火』 "Les Flambeaux noirs"（1888年）
- 『わが途上に現れしもの』 "Les Apparus dans mes Chemins"（1891年）
- 『幻想にとらわれた田園』 "Les Campagnes hallucinées"（1893年）
- 『幻想の村々』 "Les Villages illusoires"（1895年）
- 『触手ある都市』 "Les Villes tentaculaires"（1895年）
- 『路傍』 "Les Bords de la Route"（1895年）
- 『十二ヶ月』 "Les douze Mois"（1895年）
- 『明るい時』 "Les Heures claires"（1896年）
- 『生活の相貌』 "Les Visages de la Vie"（1899年）
- 『騒擾の力』 "Les Forces tumultueuses"（1902年）
- 『全フランドル　初めての愛撫』 "Toute la Framandre. Les Temdresses première"（1904年）
- 『午後の時』 "Les Heures d'Après-midi"（1905年）
- 『無量の壮観』 "La multiple Sprendeur"（1906年）
- 『全フランドル　砂丘の花飾』 "Toute la Framandre. La Guiriande des Dunes"（1907年）
- 『全フランドル　英雄たち』 "Toute la Framandre. Les Héros"（1908年）
- 『全フランドル　切妻のある町々』 "Toute la Framandre. Les Villes à Pignons"（1910年）
- 『至上律』 "Les Rhythmes souverains"（1910年）
- 『全フランドル　平原』 "Toute la Framandre. Les Plaines"（1911年）
- 『夕べの時』 "Les Heures soir"（1911年）
- 『そよぐ麦』 "Les Blés mouvants"（1912年）
- 『戦争の赤い翼』 "Les Ailes de la Guerre"（1916年）
- 『天上の炎』 "Les Flammes hautes"（1917年）

## 註
1. ↑  Nomination Database The Nomination Database for the Nobel Prize in Literature, 1901-1950